# Carentoir
Carentoir [karɑ̃twaʁ] (bretonsky Karantoer) je francouzská obec v departementu Morbihan v regionu Bretaň.

## Historie
Název obce Carentoir pochází pravděpodobně od galského označení Carantoduron, které znamenalo pevnost velitele jménem Carantos. Lidové vysvětlení z bretonského Ker en toer, tj. vesnice pokrývačů.
Podle legenda|legendy založil vesnici normanský mnich sv. Markulf neboli Marcoult (490-558). Misionář se zvečera objevil u hradu Ballue a požádal o nocleh, ale ani hradní pán ani nikdo z vesnice ho nepřijal. Mnich proto prohlásil, že hrad i vesnice upadnou v zapomnění. Pokračoval dál až k osamělému domu v polích, kde ho rodina přijala. Ráno světec prohlásil, že na tomto místě vznikne významná vesnice.
Raně středověký kostel zde vznikl již na počátku 9. století a mezi 11. a 12. stoletím byl přestavěn. Kostel byl vyrabován během náboženských válek v 16. století.
Ve 12. století se vesnice dostala do majetku řádu templářů. Ti postavili nedaleko templářskou komendu, která je nejstarší v Morbihanu. První písemná zmínka pochází z roku 1182.

## Vývoj počtu obyvatel
Počet obyvatel

## Pamětihodnosti
- novogotický kostel saint-Marcoul z roku 1888, který nahradil předchozí středověký
- templářský kostel sv. Jana Křtitele z 12. století s retabulem ze 13. století
- château du Mur
- château de la Ville-Quéno
- château de la Bourdonnaye ze 16. století, přestavěn v 19. století
- kaple Saint-Hyacinthe
- 126 hrnčířských pecí (nejstarší z 18. století) a 139 studen